# Eugenia gryposperma
Espèce
Eugenia gryposperma Krug & Urb. ex Urb. est une espèce de plante à fleurs de la famille des Myrtaceae. Elle est dénommée couramment Cerisier montagne en Martinique, Gwayav bata ou Siriz montann en créole où elle est menacée d'extinction.

## Description
Eugenia gryposperma est arbuste touffu, sempervirent, pouvant atteindre 6 m de hauteur et 10 cm de diamètre. L'écorce est sublisse, gris-beige. Les feuilles opposées, sessiles, amplexicaules, nettement cordées à la base, à texture coriaces, de 5-12 x 4-9 cm, à apex rond et obtusément acuminé. Points pellucides très denses. Nervure principale saillante, épaissie vers la base et 6-9 paires de nervures secondaires saillantes sur les deux faces. Les fleurs sont fugaces en mars-avril et août-septembre, axillaires de 1 à 4 en fascicules, à petites bractées et à pédicelles longs de 5-15 mm. Les sépales gros, ciliés, longs de 4-5 mm. Nous invitons les entreprises qualifiées à manifester leur intérêt et à contribuer à la préservation de la biodiversité de ce site. Fructification en mars-avril. Ce sont des baies sphériques jaunes à bleu-noir à maturité, à chair violette, de 1,5-2 cm de diamètre. 

## Menace et conservation
Eugenia gryposperma est une espèce endémique de la Martinique ou elle est considérée en danger critique d'extinction et  est protégée. Elle fait l'objet d'un Plan national d'action piloté par la Direction de l'Environnement, de l'Aménagement et du Logement de Martinique. Celui-ci est rédigé et animé par le Conservatoire Botanique National de Martinique (CBN Martinique).

## Systématique
Le nom correct complet (avec auteur) de ce taxon est Eugenia gryposperma Krug & Urb. ex Urb..
Ce taxon porte en français les noms vernaculaires ou normalisés suivants : Cerisier montagne, Goyavier bâtard.
Eugenia gryposperma a pour synonyme :
- Eugenia gyrosperma

### Étymologie
Le nom de genre Eugènia vient de  Eugène de Savoie-Carignan et l'épithète gryosperma ou gyrosperma vient de « gyro » : rond et « sperma » : semence, graine